# Emblemariopsis dianae
Emblemariopsis dianae är en fiskart som beskrevs av Tyler och Roxanne Irene Hastings 2004. Emblemariopsis dianae ingår i släktet Emblemariopsis och familjen Chaenopsidae. Inga underarter finns listade i Catalogue of Life.